# Píchoš
Píchoš (Encephalartos) je rod cykasů z čeledi zamiovité. Rod zahrnuje 65 druhů a je rozšířen v Africe. Píchoše patří mezi nejatraktivnější a také nejohroženější z cykasů. Rod byl česky pojmenován již v roce 1846 Janem Svatoplukem Preslem.

## Popis

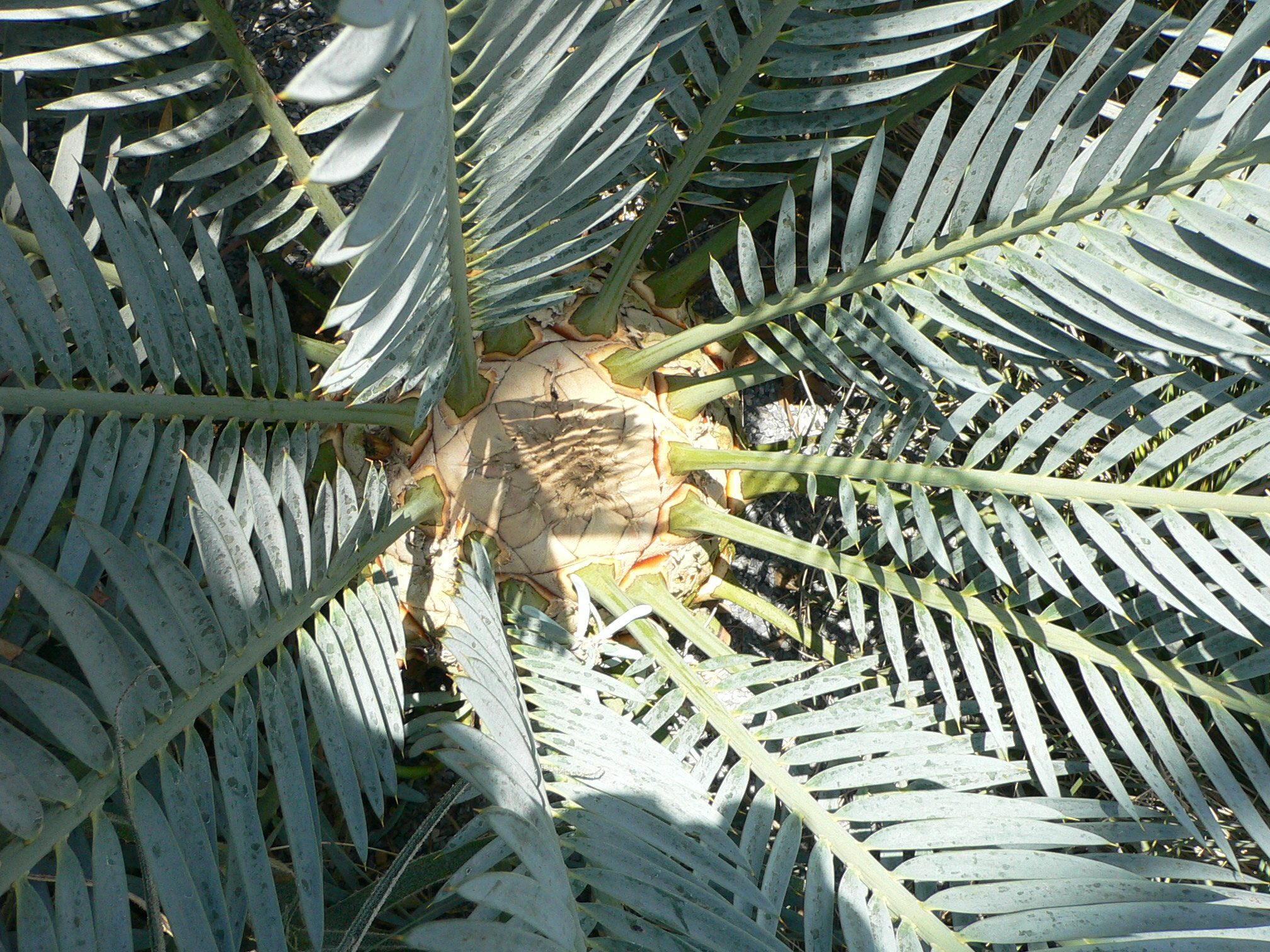
Modré exempláře druhu Encephalartos lehmanii

Listy jsou velké, zpeřené a často tak tvrdé, že si je nezkušené oko může splést s plastem. Lístky jsou nečleněné a často ostnaté. U skupiny tzv. „modrých cykasů“ mají listy atraktivní namodralou barvu (Encephalartos lehmannii a Encephalartos princeps). Mezi modré cykasy patří i ostnaté Encephalartos trispinosus či Encephalartos horridus, jediné cykasy se silně ostnatými listy.
Efektním prvkem jsou středové pohlavní orgány - šišky, kde především samčí šišky patří k největším v rostlinné říši. Např. Encephalartos ferox je známý jasně červenooranžovými šiškami.
Kmeny často vytvářejí přírůstky a rostliny se tedy mohou větvit, na rozdíl např. od cykasů rodu Lepidozamia.

## Etymologie a české názvy

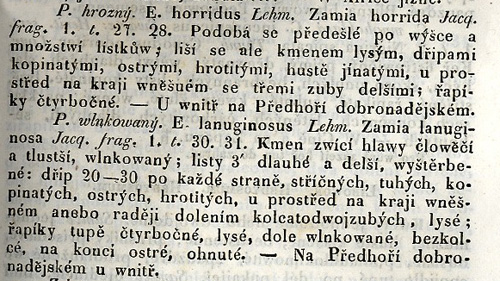
J. S. Presl pojmenoval vedle kopretin i řadu cykasů

Několika druhům se v zemích původu běžně říká chlebová palma, protože z kmene se získává škrobovitá hmota, ze které lze upéct chlebové placky. Jméno rodu bylo proto německým botanikem Johannem Georgem Christianem Lehmannem v roce 1834 odvozeno z řeckých slov en (uvnitř, v), kephali (hlava) a artos (chleba).
Podobně jako řecký název „chlebová hlava“, pochází český název píchoš z 19. století (1846) od J. S. Presla. Ten je autorem i známějších jmen jako např. bledule, kukuřice či kopretina. Tyto názvy uvádí i Ottova encyklopedie[nedostupný zdroj] ve vydání z roku 1908. Vlastní názvy pro rod Encephalartos má vedle češtiny například i litevština.

## Ochrana
Přežití starobylých cykasů rodu Encephalartos je silně ohroženo. Jejich počet prudce poklesl především v posledních letech a několik druhů již ve volné přírodě zcela vyhynulo. Prudký pokles počtu cykasů je způsoben jak změnami v jejich přirozeném prostředí, tak i krádežemi rostlin z přírody.
Z vyhynulého druhu Encephalartos woodii přežívá ve sklenících pouze několik samčích rostlin, všechny odebrané jako přírůstky jediného jihoafrického samčího stromu. Neexistují tedy semena.
Encephalartos relictus již neexistuje ve volné přírodě. Mnoho lidí se domnívá, že je tato rostlina vymřelá, ale jde o záměnu s termínem vymřelý v přírodě.
Encephalartos latifrons je odkázán na umělé opylování, protože poslední existující rostliny jsou od sebe příliš vzdálené. Poslední semena byla v přírodě nalezena v roce 1925.
Takřka 6000 vzrostlých rostlin Encephalartos senticosus bylo po roce 1963 vyvezeno jihoafrickou vládou do zahraničí nebo odprodáno v rámci projektu jejich záchrany při stavbě přehrady. Tyto rostliny jsou proto často zastoupeny ve světových sbírkách. K podobnému kroku se v minulosti odhodlala i australská vláda s cílem zachránit některé makrozamie. Díky této snaze dnes najdete v každé větší světové zahradě několik mohutných starých stromů, které by byly ze semen nedostupné. Žádná česká botanická zahrada se k odkupu těchto nádherných rostlin neodhodlala.
Všechny druhy píchošů jsou zapsány na hlavním seznamu CITES I, který kontroluje obchod s ohroženými druhy - jak s rostlinami, tak i jejich semeny.

## Píchoše v Česku
Rod píchoš je u nás zastoupen především v soukromých sbírkách. Mimo ně lze nalézt velké exempláře v Botanické zahradě Liberec (samec Encephalartos villosus), Brně (Encephalartos hildebrandtii a Encephalartos villosus) a mladé rostliny i v pražské Fata Morgana (Encephalartos horridus).